# Cangjang Gjaco
Cangjang Gjaco (tyb. ཚང་དབྱངས་རྒྱ་མཚོ་ Wylie: tshang-dbyangs-rgya-mtsho, ZWPY: Cangyang Gyaco; ur. 1682 lub 1683 w Monjul, zm. 1706, 1707 lub 1746) – najwyższy inkarnowany lama szkoły Gelug buddyzmu tybetańskiego, szósty dalajlama, poeta, autor miniatur i pieśni o tematyce miłosnej, aktywny również w innych dziedzinach sztuki.
Rozpoznany przez działającą potajemnie grupę poszukiwawczą, do 1697 przebywał w oddalonym od stolicy kompleksie klasztornym. W 1697 intronizowany, stanął na czele Ganden Podrang Siszi Sungtrel i otrzymał wstępne święcenia mnisze. Nie przejawiał większego zainteresowania polityką i konwencjonalną praktyką religijną. W 1702 zwrócił ślubowania, wywołując konsternację w kręgach rządowych oraz wśród części azjatyckich monarchów. Obalony w wyniku interwencji mongolskich Choszutów w 1706, aresztowany i wysłany na chiński dwór cesarski. Prawdopodobnie zmarł w drodze do Pekinu. Jego ciała do dziś nie odnaleziono.

## Życiorys

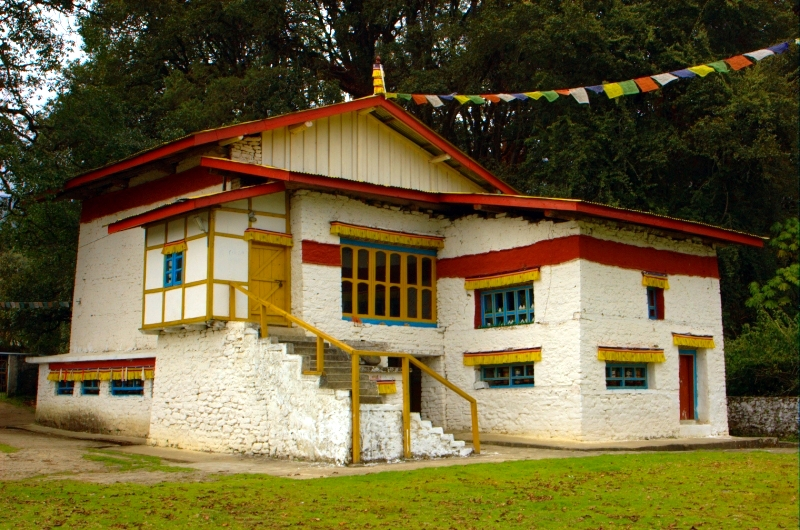
Dom, w którym przyszedł na świat VI Dalajlama

Urodził się w prowincji Monjul, niedaleko miejscowości Cona na południu Tybetu (około 5 km od dzisiejszego miasta Tawang w indyjskim stanie Arunachal Pradesh). Jego ojciec, Taszi Tenzin, żonaty lama należący do niezreformowanego odłamu tradycji Ningma, był potomkiem młodszego brata znanego tertona Pemy Lingpy lub wywodził się z jednego z rodów założonych przez Pemę Lingpę. Matka, Cełang Lhamo według tradycji w czasie ciąży miała wiele pomyślnych snów. Dodatkowo pojawiły się wówczas liczne znaki zapowiadające narodziny ważnego tulku. Źródła tybetańskie mówią między innymi o tęczy bezustannie widniejącej nad Urgjen Ling, domem rodzinnym przyszłego Dalajlamy. W dniu porodu w okolicy miało miejsce niewielkie trzęsienie ziemi. Początkowo chłopiec otrzymał od ojca imię Sangnak Tenzin, szybko jednak zostało ono zmienione na, uznawane za bardziej pomyślne, Ngałang Norbu. Według przekazów buddyjskich pierwsze wypowiedziane przez niego słowa brzmiały:

Nie jestem małym dzieckiem. Przyleciałem do Cony z Potali. Jeśli pojedziemy do Potali, wszystko tam będzie należeć do mnie.

Miał również wspominać niektórych współpracowników V Dalajlamy. 

### Rozpoznanie
Zwróciło to uwagę jednej z tajnych grup poszukiwawczych, wysłanych do Monjul w celu odnalezienia kolejnego wcielenia dalajlamy. Mnisi odwiedzili dom Taszi Tenzina i przeprowadzili wstępne testy. Wypadły one jednak niezadowalająco. Ponownie zjawili się dopiero po wizycie u wróżbity z miejscowości Gjama. Stwierdził on, że już raz zetknęli się z emanacją Awalokiteśwary, ale jego rozpoznanie utrudniają zaciemnienia umysłu. Poszukiwacze przeprowadzili wówczas kolejne badania, między innymi pokazując Ngałangowi Norbu posążki Padmasambhawy i mistrzyni ze szkoły Ningma, Jesze Cogjal, a także prosty tekst autorstwa Wielkiego Piątego Dalajlamy. Tym razem wynik był pozytywny, dziecko prawidłowo rozpoznało wszystkie przedmioty, pozytywnie przeszło także inne próby, jakim było poddawane podczas rozmów. Poinformowano o tym niezwłocznie desi Sangje Gjaco, który po śmierci Ngałanga Lobsanga Gjaco sprawował władzę w państwie. Sporządzono również relację z przeprowadzonych poszukiwań, w której mnisi zawarli opis wszystkich znaków wskazujących na właściwe rozpoznanie chłopca.
Desi, zgodnie z instrukcją udzieloną mu prawdopodobnie przez umierającego V Dalajlamę, by nie ujawniać tożsamości odnalezionego tulku i rozpowszechniać informacje, jakoby był on inkarnacją Szalu Khenpo, opata znanego klasztoru w prowincji U-Cang. Zwrócił się również do V Panczenlamy Lobsanga Jesze z prośbą o ostateczną weryfikację kandydata. Gdy ta okazała się pozytywna, polecił przenieść dziecko wraz z matką do klasztoru Szaług.

### Dalajlama
Podczas podróży orszak z dalajlamą zatrzymał się na postój w warowni Cona. Wysłano stamtąd kolejny list do desiego, prosząc go o instrukcje odnośnie do dalszego postępowania. Sangje Gjaco, po konsultacji z wyrocznią Neczung, poinformował, że ujawnienie odnalezienia VI Dalajlamy jest jeszcze niemożliwe. Tymczasowy pobyt w klasztorze położonym nieopodal fortu zmienił się w trwający 12 lat okres prowadzonej w głębokiej tajemnicy edukacji. Obejmowała ona wiele dziedzin – od modlitw i rytuałów buddyjskich po skomplikowane zagadnienia tantryczne czy podstawy lingwistyki, literatury i astrologii. Za młodego dostojnika bezpośrednio odpowiedzialni byli dwaj mnisi, którzy dwa razy do roku składali desiemu sprawozdanie z postępów czynionych przez swojego podopiecznego. Wskazuje się czasami, że niezwykłe okoliczności, w jakich upłynęło dzieciństwo Dalajlamy i wypływający z tego brak wystarczającej motywacji do podjęcia życia mnicha miały wpływ na jego późniejsze, niezwykłe decyzje.
W 1694 Sangje Gjaco ponownie skonsultował się z wyrocznią Neczung w sprawie ewentualnej możliwości ujawnienia odnalezienia inkarnacji. Odpowiedź była niejasna, jednocześnie zaś chiński cesarz Kangxi przez swojego wysłannika zaczął domagać się wyjaśnień odnośnie do sytuacji w szkole Gelug. W 1696 Ngałang Norbu i jego rodzice zostali poinformowani o śmierci Wielkiego Piątego i o tym, kto jest jego kolejnym wcieleniem. Pod koniec roku taką samą informację otrzymał Kangxi.
W 1697 wiadomość o rozpoznaniu VI Dalajlamy ogłoszono publicznie. Dokładny termin tego wydarzenia wyznaczyła wyrocznia Neczung. Kilka miesięcy później dalajlama wraz z matką przeprowadził się do Nangkarce. Przebywający tam V Panczenlama udzielił mu wstępnych święceń i nadał imiona Lobsang Rigzin Cangjang Gjaco. Mianowano sekretarza, szambelana i innych członków świty. Również w Nangkarce Cangjang Gjaco spotkał się z Terdakiem Lingpą i Pema Trinlejem ze szkoły Ningma, którzy udzielili mu licznych nauk. Terdak Lingpa nadał Dalajlamie tantryczne imię Tome Cal. Cangjang Gjaco używał go później często, podpisując nim niektóre utwory.
Kilkadziesiąt dni później VI Dalajlama, wraz z ogromnym orszakiem, rozpoczął podróż do Lhasy. Podróż odbywała się bardzo powoli, głównie ze względu na ogromne tłumy, które witały dalajlamę lub pragnęły uzyskać jego błogosławieństwo. W miejscowości Njetang, gdzie urządzono trwający około miesiąca postój, nastąpiło spotkanie młodego tulku z desim. Ten złożył szczegółowe sprawozdanie z wydarzeń, które miały miejsce od śmierci Wielkiego Piątego, aż po odnalezienie Cangjanga Gjaco.
Intronizacja Cangjanga Gjaco miała miejsce w Potali w czasie Festiwalu Lampek Maślanych w październiku 1697. Obecni byli na niej V Panczenlama Lobsang Jesze, członkowie rządu, opaci najważniejszych klasztorów, przedstawiciele cesarza mandżurskiego, władców Sikkimu, Ladakhu i Zanskaru oraz książąt mongolskich i tysiące mnichów. Przez pierwsze dwa lata od wprowadzenia na tron zajmował się Dalajlama poszerzaniem już zdobytej wiedzy z zakresu filozofii i praktyki buddyjskiej. Jego głównym nauczycielem był Lobsang Jesze. Przyjął święcenia nowicjatu, zwlekał jednak z przyjęciem kolejnego stopnia ślubowań. Gdy Sangje Gjaco wspomniał mu o konieczności przyjęcia pełnych święceń, odpowiedział, że nie podjął jeszcze w tej kwestii ostatecznej decyzji. Zajmował się przechadzkami z przyjaciółmi, strzelaniem z łuku i tworzeniem poezji. Rozkazał rozbudować Norbulingkę, polecił również wznieść w ogrodach Potali pawilon, który z czasem stał się dlań miejscem schadzek. Braku zainteresowania stanem duchownym nie zmieniła seria rozmów Cangjanga Gjaco z Panczenlamą, które odbył na wyraźną prośbę desiego. W 1702 złożył otrzymane już święcenia.
Dowiedziawszy się o tym rewolucyjnym kroku władcy, Sangje Gjaco próbował początkowo wprowadzić go na zajmowane przez siebie stanowisko. Gdy to nie doszło do skutku, zwrócił się o pomoc do przełożonych trzech największych klasztorów Gelug. Odwołał się też do nominalnego króla Tybetu i chana Choszutów, dzięki którym szkoła Gelug objęła w 1642 władzę w kraju, Lhasang-chana. Gdy i ta próba rozwiązania problemu okazała się daremna, zwołał synod rinpoczów, którego zadaniem miało być rozstrzygnięcie czy jest możliwe usunięcie VI Dalajlamy z urzędu. Nie wydał on jednoznacznej decyzji, a status Cangjanga Gjaco jako bodhisattwy i tulku nie został zakwestionowany.
Kontrowersyjny styl życia dalajlamy zaczął mu jednak z czasem przysparzać coraz większej liczby krytyków. Lhasang-chan zaczął rozprzestrzeniać plotki, jakoby Cangjang Gjaco był synem desiego, nie zaś inkarnacją Wielkiego Piątego. Aby zyskać poparcie w kręgach klasztornych poprosił o błogosławieństwo opatów Gandenu, Sery i Drepungu. Ci, skonfliktowani z Sangje Gjaco, udzielili mu żądanego wsparcia. Chan wysyłał też do Pekinu liczne raporty ukazujące w złym świetle VI Dalajlamę. Działania te przyniosły oczekiwany skutek. Kangxi wysłał doń jednego ze swych generałów, nakazał również sprowadzić Dalajlamę na dwór cesarski. Gdy w 1703 nominalnym desim został, bez wiedzy Lhasanga, Ngałang Rinczen, ten postanowił wykorzystać to jako pretekst i wkroczył z wojskiem do Tybetu. Pokonał oddziały wysłane przez Sangje Gjaco i w 1705 albo 1706 wkroczył do Lhasy. Następnie zajął Potalę i aresztował Cangjanga Gjaco, ogłaszając jednocześnie zdjęcie go z urzędu z powodu niewłaściwego prowadzenia się. Wierni Dalajlamie mnisi z klasztoru Drepung Loseling zorganizowali konsultacje z wyrocznią Neczung, pragnąc ostatecznie upewnić się co do autentyczności przetrzymywanej inkarnacji. Odpowiedź kutena była pozytywna, wobec czego kilka dni później kilkusetosobowa ekspedycja uwolniła VI Dalajlamę. W odpowiedzi Lhasang okrążył klasztor i postawił ultimatum, w którym, w wypadku niewydania Gjałły Rinpocze jego wojskom, zagroził śmiercią wszystkim przebywającym w kompleksie osobom. Po rozmowie z mnichami Cangjang Gjaco zdecydował się oddać w ręce mongolskiego chana. Tradycyjne źródła tybetańskie podają, że złożył żegnającym go duchownym trzy obietnice: że nie pozwoli, by wyrządzono mu krzywdę, że nie opuści swojego ludu, a także, że wróci do kraju, ciesząc się dobrym zdrowiem. Gdy w towarzystwie eskorty opuszczał Lhasę, miał zapowiedzieć swoje następne wcielenie śpiewając:

Ptaku! Biały żurawiu!
Użycz mi swych skrzydeł!
Nie polecę daleko
Jeno do Litangu i z powrotem.

Orszak kierował się powoli w kierunku północno-wschodnim, był często zatrzymywany przez tłumy pragnące uzyskać błogosławieństwo dalajlamy lub wysłuchać nauk.

### Choroba i domniemana śmierć
Po przyjeździe do miejscowości Dam Cangjang Gjaco zachorował. Jego stan pogarszał się z każdym dniem. W czasie postoju nad jeziorem Kuku-nor prawdopodobnie zmarł, być może na puchlinę wodną. Możliwe też, że został zamordowany przez konwojujących go żołnierzy. Jako jedyny dalajlama nie ma grobowca. Istnieją jedynie dwa symboliczne miejsca jego pochówku: jeden znajduje się w Drepungu, drugi w Ałaszanie na terenie obecnej Mongolii Wewnętrznej.
Według powstałej w 1757 biografii VI Dalajlamy autorstwa mongolskiego mnicha Dargje Nomanhana śmierć Cangjanga Gjaco była mistyfikacją. Miał on umrzeć dopiero w 1746. Czas od wydostania się z obozu nad jeziorem Kuku-nor do zgonu miał poświęcić na podróże po Tybecie, Nepalu, Chinach, Indiach oraz Mongolii, podczas których miał nauczać i czynić cuda.
Wśród świeckich tybetańskich rozpowszechnione jest przekonanie o nieśmiertelności VI Gjałły Rinpocze. Według buddystów wierzących w tę legendę, Cangjang Gjaco wykorzystując zaawansowaną technikę tantryczną opuścił swoje ciało, by pomagać im w medytacji nad śmiercią i nietrwałością lub w skutecznym gromadzeniu zasług.
Miał zapoczątkować linię inkarnacji znaną jako Dwangtrul Lamowie lub Kundrol Tulku, której ostatni znany dzierżawca umrzeć miał w 1958.

## Twórczość poetycka i pozostała działalność artystyczna
Przypisuje mu się autorstwo zaledwie sześciu dłuższych utworów. Najbardziej znanym dziełem Cangjanga Gjaco jest tsang dbyang rgya mtsho'i mgul glu – zbiór krótkich wierszy miłosnych, cenionych szczególnie ze względu na walory językowe i piękno stylu. Składają się nań – w zależności od wydania – 60, 64 lub 66, najczęściej czterowersowe miniatury napisane w popularnej formie glu bshas. Pozostawił również szereg pieśni biesiadnych, popularnych wśród Tybetańczyków do dzisiaj.
W języku polskim ukazał się wybór wierszy Cangjanga Gjaco wydany nakładem Wydawnictwa Miniatura (Dalaj Lama VI Pieśni miłosne 1989, 1992).
Jako tancerz wprowadził nowe elementy do dramatu obrzędowego czham.